# كارانوس بن تيمينوس
كارانوس بن تيمينوس (808 ق.م. - 778 ق.م.) (باليونانية القديمة:Κάρανος) كان الملك الأول لمملكة مقدونيا القديمة وذلك طبقا لروايات عدد من المؤرخين بخلاف هيرودوت.

## روايات المؤرخين
- طبقا لهيرودوت الملك الأول كان بيرديكاس الأول المقدوني. أما الملك كارانوس فقد ذكر لأول مرة في كتابات المؤرخ ثيوبومبوس [1]
- طبقا للميثولوجيا الإغريقية، فإن كارانوس كان أحد أبناء الملك تيمينوس. حيث أن كل من تيمينوس وكريسفونتيس وأريستوديميس كانوا من الزعماء الدوريين الذين غزوا المنطقة الميسينية اليونانية. ثمّ مضوا في تقسيم الأراضي المحتلة بينهم. فكانت حصة كريسفونتيس ميسينيا وأسبرطة؛ وحصة أريستوديميس لاكونيا؛ وحصة تيمينوس آرغوس. بعد موت الملك تيمينوس، تجادل الأمراء بشأن الذي يجب أن يكون ملكا. أحدهم، فايدون، هزم إخوته في المعركة واستلموا الملوكية. فقرر كارانوس إيجاد مملكة أخرى تكون ملكه، ولكنه احتار في أمره فذهب إلى عرافة دلفي لاستشارة فيثيا. التي كانت نصيحتها

| ” | ستجد مملكتك هناك، حيث الألعاب الكثيرة والحيوانات الأليفة | “ |

وهكذا انطلق كارانوس وحاشيته إلى الشمال، بحثا عن الأرض المناسبة لتأسيس المملكة الجديدة. وأخيرا وصلوا إلى واد أخضر، فيه الكثير من الألعاب والماشية، وفي ذاك الوادي بنى مدينة اسماها Aegae أيجة، (حاليا اسمها فيرجينا - موقع ذو نشاط كبير في التنقيب الأثري كشفت فيه العديد من المعلومات الهامة).
- طبقا للمؤرخ ماركوس جونيانيوس جوستينوس والذي استشهد بما كتبه المؤرخ مارسياس من مدينة بيلا [2] فقد ذكر بأن كارانوس جاء إلى إيماثيا مع فرقة كبيرة من اليونانيين، بعد أن أمرته العرافة بالبحث عن موطن له في مقدونيا فيه الكثير من الماشية. وعند وصوله المنطقة لحق بقطيع من العنزات المتراكضة، التي قادته إلى مدينة إيديسا فاستولى على المدينة، بعد أن أخذ سكانها على حين غيرة من أمرهم بسبب تساقط الأمطار الغزيرة والضباب الكثيف. وأعطى المدينة الاسم Aegae أيجة وأطلق على سكانها اسم الأيجيين.
- أما بحسب المؤرخ أيسيبيوس القيصري فقد ذكر بأن كارانوس وقبل قيام الأولمبياد الأول قام بتجميع رجال من أرغيفيس وبقية أرجاء منطقة بيلوبونيز ليشكل جيشا وليقودهم إلى أرض المقدونيين، في الوقت الذي كان فيه ملك أوريستاي في حالة حرب مع جيرانه، الأمر الذي دفع الملك إلى طلب المساعدة من كارانوس الذي لبى الطلب بعد أن وعده الملك بإعطائه نصف مملكته في حال ربحا الحرب وبالفعل كتب لهما النصر ووفى الملك بوعده لكرانوس فأعطاه الأرض التي شكل عليها مملكته الجديدة والتي بقي فيها 30 عاما حتى مماته، حيث خلفه ابنه كوينوس في الملك.